# Incompatible Timesharing System
Incompatible Timesharing System (ITS) — операційна система з розподілом часу, створена у лабораторії штучного інтелекту Массачусетського технологічного інституту на основі напрацювань Проекту MAC. Назва системи є жартівливим посиланням на систему Compatible Time-Sharing System (CTSS).
Розробки ITS мали важливий вплив на подальший розвиток системного програмного забезпечення. У рамках ранньої мережі ARPANET система надавала гостьовий доступ через віддалену сесію, що дозволяло багатьом зацікавленим сторонам спробувати систему в дії і створювати свої програми для неї. Програмне середовище ITS великою мірою вплинуло на розвиток так званої «гакерської субкультури», це описано, зокрема, у книзі Стівена Леві Hackers.

## Історія розробки
Наприкінці 1960-х програмісти і вчені, які не у всьому погоджувалися з напрямками розвитку операційної системи Multics (розробка цієї ОС почалася у середині 1960-х), зокрема з присутніми у Multics потужними механізмами системної безпеки, вирішили створити більш відкриту операційну систему, яка б заохочувала спільну роботу. Назву ОС придумав Том Найт (англ. Tom Knight), як жартівливий антонім до іншої ОС проекту MAC, створеної кількома роками раніше (CTSS).
Спрощуючи багато архітектурних рішень, автори ITS змогли досить швидко запустити робочий прототип системи для комп'ютерного обладнання, що було у них у наявності. Головною машиною для ITS стала DEC PDP-6 (пізніше PDP-10), а сама ОС була написана на мові асемблера.
Після 1986 року система використовувалася мало. У MIT роботу ITS припинили у 1990-му; до 1995-го система працювала у комп'ютерному клубі «Stacken», Швеція.

## Важливі технологічні інновації
Для свого часу ITS мала деякі передові особливості, відсутні у інших операційних системах:
- Перша реалізація виводу, незалежного від конкретного терміналу: користувацькі програми генерували послідовності керуючих команд, які автоматично транслювалися системою у керуючі коди конкретного (обраного користувачем) терміналу
- Загальний механізм реалізації віртуальних пристроїв вводу-виводу як програм користувача
- Прозора інтер-машинна комунікація, тобто варіант мережної файлової системи. Всі машини, де працювала ITS, були з'єднані з ARPANET, і користувач на одному комп'ютері міг виконувати такі самі операції з файлами на будь-якій іншій віддаленій ITS-машині, як на локальній
- Продумана система керування процесами: всі процеси користувача організовувалися системою у вигляді дерева, і батьківський процес міг контролювати велику кількість породжених. Наприклад, порождений процес можна було зупинити на будь-якому етапі виконання і переглянути весь його стан, з регістрами процесора включно. Після огляду процес відновлювався з точки зупинки і продовжував виконання транспарентно
- Розширені можливості програмних переривань, що дозволяли, зокрема, складне асинхронне виконання процесів
- Безпечні і повністю атомарні системні виклики
- Підтримка одночасного виконання процесів реального часу і звичайних процесів з розподілом часу

## Цікаві факти
Інтерфейсом користувача за замовчуванням був зневаджувач DDT. Текстовим редактором у системі зазвичай був TECO. І DDT, і TECO керувалися командами, що кодувалися однією літерою англійського алфавіту (це надзвичайно спрощувало реалізацію обробника команд). Таким чином, ці команди не мали чітко визначеного синтаксису. Утиліта менеджера завдань у ITS називалася PEEK.
Написання TURIST, звичне у ITS, є артефактом від імені файла, що не могло бути довшим за шість символів (це обмеження походить від кодування SIXBIT, що дозволяло вмістити шість 6-розрядних символів у одне 36-розрядне машинне слово). TURIST могло також бути посиланням на Алана Тюрінга. Інший термін LUSER також використовувався для позначення гостьових користувачів, особливо для тих, хто був помічений у вандалізмі або просто не мав гадки, як користуватися системою, і своїм незнанням призводив до проблем.